# Hartmut Engels
Hartmut Engels (* 15. Mai 1942 in Rudolstadt/Thüringen; † 13. Juni 2014) war ein deutscher Politiker (CDU) und von 1974 bis 2011 Mitglied der Hamburgischen Bürgerschaft.

## Leben
Engels besuchte ab 1948 die Grundschule und wechselte 1952 auf ein Gymnasium in Hamburg-Rahlstedt, an dem er 1961 das Abitur ablegte. Anschließend studierte er von 1961 bis 1969 Physik und Mathematik für das höhere Lehramt in Hamburg. Sein Referendariat legte er von 1970 bis 1972 ab und war seit 1970 als Lehrer am Gymnasium Oberalster tätig. Er unterrichtete in den Fächern Physik, Mathematik und Informatik erst als Studienrat bzw. später als Oberstudienrat. Neben seinem politischen Engagement war er Mitglied des Deutschen Lehrerverbandes. Engels war seit 1970 verheiratet, aus der Ehe gingen zwei Kinder hervor.
Hartmut Engels wurde auf dem Hamburger Friedhof Wohldorf beigesetzt.

## Politik
Engels trat 1965 der CDU bei und war neben vielen Tätigkeiten in der Partei seit 2002 Vorsitzender des Landesausschusses der CDU Hamburg. Bis zum April 2008 war er Vorsitzender des CDU-Ortsverbands Hamburg-Oberalster.
Von April 1974 bis Februar 2011 war er Mitglied der Hamburgischen Bürgerschaft und damit der in der 19. Wahlperiode der Bürgerschaft am längsten angehörende Abgeordnete. Als Bürgerschaftsabgeordneter war er unter anderem Mitglied des Schul-, des Umwelt- und des Eingabenausschusses. Zudem war er umweltpolitischer Sprecher seiner Fraktion. 1974 wurde Engels auch in die Bezirksversammlung Wandsbek gewählt, legte das Mandat aber bereits nach wenigen Wochen wegen seiner Zugehörigkeit zur Bürgerschaft nieder.